# Spațiu vital
„Spațiul vital” (în germană: Lebensraum) este unul din conceptele fundamentale ale geopoliticii clasice germane. A fost lansat de Friedrich Ratzel, preluat de Rudolf Kjellen și dezvoltat de geopolitcienii germani din perioda interbelică, printre care și de Karl Haushofer. Teza principală a teoriei Lebensraum-ului e că popoarele, pentru a se dezvolta, au nevoie de un spațiu vital și că întreaga istorie a omenirii este o luptă a statelor și națiunilor pentru a cuceri sau menține spațiul de care au nevoie.
În perioada 1933-1945 statul german a interpretat termenul drept necesitatea germanilor de a se extinde spre răsărit de granițele lor și de a se stabili acolo. Cât au fost la putere, naziștii au dat acestui termen o semnificație rasistă, devenind chiar baza ideologică a statului german care prevedea stabilirea arienilor în acele regiuni și supunerea, exploatarea și chiar alungarea popoarelor negermane de acolo - prin cel de-al Doilea Război Mondial.